# Владан Ковачевич
Владан Ковачевич (босн. Vladan Kovačević, нар. 11 квітня 1998, Баня-Лука, Боснія і Герцеговина) — боснійський футболіст, воротар англійського клубу «Норвіч Сіті».

## Клубна кар'єра
Займатися футболом Владан Ковачевич почав у рідному місті Баня-Лука у клубі «Железнічар». Пізніше він приєднався до школи клубу «Сараєво», після закінчення якої у 2018 році на один сезон був відправлений в оренду у клуб Другого дивізіону «Слобода» з Мрконьїч Град. Повернувшись після оренди до «Сараєво» Ковачевич підписав з клубом контракт на п'ять років. З командою воротар досяг значних успіхів, по два рази вигравши чемпіонат Боснії і Герцеговини та національний кубок.
Влітку 2021 року Ковачевич перейшов до польського клубу «Ракув». Його першими матчами за новий клуб були фінал суперкубка проти столичної «Легії», де Владан став одним з героїв у післяматчевій серії пенальті. Та через кілька днів Ковачевич вже дебютував у клубі у другому раунді Ліги конференцій.
В лютому 2025 року Ковачевич повернувся до Польщі, де на правах оренди до кінця сезону грав у варшавській «Легії».
26 червня 2025 року уклав угоду з клубом англійського Чемпіоншипу «Норвіч Сіті».

## Збірна
Владан Ковачевич провів сім матчів за молодіжну збірну Боснії і Герцеговини.

## Досягнення
Сараєво
 Чемпіон Боснії і Герцеговини (2): 2018/19, 2019/20
 Переможець Кубка Боснії і Герцеговини (2): 2018/19, 2020/21
Ракув
 Переможець Суперкубка Польщі (2): 2021, 2022
 Переможець Кубка Польщі: 2021/22
 Чемпіон Польщі: 2022/23
Легія
 Переможець Кубка Польщі: 2024/25